# 2013年浪波村土地维权事件
2013年浪波村土地维权事件，又称浪波事件，是指中华人民共和国广东省台山市城北区在2013年8月29日发生的浪波村农民对土地问题发生纠纷，并导致上街示威游行的一次土地维权事件。

## 事件经过
2010年前后，中国大陆地区土地维权运动不断发生。浪波事件是广东省继乌坎事件之后发生的另一起大规模示威事件。较早之前，浪波村管辖范围内的一片有争议的土地被村委会卖给当地的小区开发商。而村民们却对村党委领导的交易一无所知，村官员所得的款目也不知所终。最后在2013年8月28日，约300余名来自浪波村的村民聚集于当地区党委办公楼的桥湖路前面举行示威游行，抗议土地在未经村民同意的情况下被村干部私卖。从28日到29日两天，村民们一直盘踞在路中央示威，现场有大量的自制标语，高举“浪波村耕地 不容掠夺”，“誓死保护我们的耕地”等横幅。并有村民请愿要求土地赔款金额，以及当事领导立即下台。示威当天，台山市公安局首次出动大量武警和防暴警察手持警棍与盾牌，并造成小规模警民冲突。政府对此事件立即封锁，并下令大量武警进行清场与村民们对峙，并沒收游行横幅。较晚时，村民们逐渐散去。

## 后续事件
之后，村民们重新进行进行选举并选出以5人为首的“临时过渡委员会”。台山市人民政府当未对村民自发成立的委员会给予承认。事后村民组织请愿队上访到台城镇市人民政府前要求市委领导正视这次游行，但未见成效。目前该地小区开发商已答应与村民谈判并斟酌商量赔款事宜，村民们则继续要求应按法律程序审理该事件中严重违纪的的地方官员与开发商。